# Jann Halexander
Jann Halexander, né Aurélien Makosso-Akendengué le 13 septembre 1982 à Libreville (Gabon), est un chanteur (auteur-compositeur-interprète), acteur et réalisateur franco-gabonais.

## Biographie
Petit-neveu du chanteur gabonais folk Pierre Akendengué, initié très jeune au piano, il se tourne en 2003 vers les arts du spectacle, étant comparé à ses débuts à Jean Guidoni. L'artiste, prolixe, a publié une dizaine d'albums, tout d'abord à son compte, puis sous différents labels depuis 2008. Le 22 mars 2013, il fête ses 10 ans de carrière à l'Auguste Théâtre (anciennement l'Espace la Comédia), à Paris. Surtout connu pour sa chanson À table, il est essentiellement un artiste de scène. Il s'est produit en France mais également en Belgique et en Allemagne. Il aborde les thématiques du métissage, de la famille, du voyage, de la différence.
En 2006, il joue le rôle d'un baron dans un court-métrage de Rémi Lange, Statross le Magnifique, aux côtés de Pascale Ourbih. Il compose également la musique du film Devotee du même réalisateur en 2008.
Il a fait l'objet d'un paragraphe dans l'ouvrage Les Noirs dans le cinéma français, de Régis Dubois (2012, the Book Edition). Le biographe Bernard Violet lui consacre une page dans son ouvrage sur Yannick Noah, Yannick Noah, le Guerrier pacifique (éditions Fayard), en 2009. En 2010, le biographe et parolier Alain Pozzuoli lui consacre deux pages dans son ouvrage Sexy Songs (éditions Didier Carpentier), sur l'érotisme dans la chanson, en évoquant le titre J'aimerais j'aimerais. Ouvertement bisexuel, il témoigne dans le documentaire 'La bisexualité : tout un art ?' produit par Arte France en 2008.
Le 17 mars 2009, il chante Les gens de couleur n'ont rien d'extraordinaire à l'Espace FGO-Barbara à Paris, dans le cadre de la soirée contre le racisme 'Y'a bon Awards', initiée par l'association Les Indivisibles, crée par la journaliste Rokhaya Diallo et animée par Aïssa Maïga, où sont présents également les humoristes Thomas Ngijol, Blanche Gardin ou encore la chanteuse Sandra Nkaké.
Le 28 novembre 2010, il se confie sur sa position à part dans le milieu musical et dans la société, dans l'émission L'Amour en tous genres, sur France 3. Il prend à plusieurs reprises position contre l'homophobie sur le continent africain, particulièrement au Gabon.
Il se produit le 21 janvier 2017 au Café de la Danse, à Paris, dans le cadre du spectacle Une Aurore se lève, aux côtés de Tita Nzebi, Jearian, François N'Gwa, pour le respect de la démocratie au Gabon, en interprétant notamment Aucune Importance et Papa, Mum. Le 3 février 2018, il assure l'ouverture du spectacle 'Clair de Lune' de nouveau au Café de la Danse, dont la tête d'affiche est Tita Nzebi. Le 14 février, l'émission Afronight lui consacre une demi-heure d'interview sur la chaîne du câble Télésud. L'artiste évoque son parcours, sa famille, le poids du Gabon dans son parcours. Il évoque son enfance à Libreville dans la chanson C'était à Port-Gentil qui sort le 20 juillet 2018 sur les plates-formes digitales.Il retrouve brièvement la chanteuse Tita Nzebi sur la scène du Café de la Danse le 6 avril 2019. La même année, il crée le 16 mai le spectacle Urgence de Vous, du Gabon à la Russie avec la chanteuse russe Veronika Bulycheva au Nez Rouge, une salle parisienne dirigée par le comédien Gérald Dahan. Un différend d'ordre financier l'opposera, lui et d'autres artistes au comédien, l'affaire est relayée dans Mediapart le 25 mai 2022.
Il fête 17 ans de carrière le 5 octobre 2020 au Théâtre Michel (Paris). Il est accompagné sur scène au piano par le musicien Bertrand Ferrier.
À la fin du second confinement lors de la pandémie de Covid-19, il entame la tournée Consolatio, du nom de son dernier album, du 12 juin 2021 au 30 juin 2022, à Paris et en province, notamment Chartres, Montpellier, Baugé-en-Anjou, Champhol, Villejuif, Triel-sur-Seine, Guémené-Penfao. La tournée se déroule aussi bien chez l'habitant que dans des salles officielles. Il est interviewé dans le cadre de cette tournée sur la Radio libertaire, la radio Arts-Mada, la radio IdFM Radio Enghien ou encore la chaîne de télévision IDF1.
À partir du 5 novembre, Jann Halexander consacre un tour de chant au répertoire de Catherine Ribeiro au Théâtre du Gouvernail à Paris. Le 3 février 2023, la société Purple Shadow Agency annonce une nouvelle tournée de l'artiste intitulée Tournée Polyvalente, avec des représentations à Anizy-le-Grand, Lille, Saumur, Roanne, Lyon, Troyes, Strasbourg, Paris, où il fête vingt ans de carrière le 30 mars. Cette tournée inclut de nouvelles représentations du spectacle Urgence de Vous, du Gabon à la Russie à Lausanne, Genève, Yerres.
Le 4 novembre 2023, il publie un ouvrage considéré comme majeur dans l'Ufologie francophone : La question des Ovnis en Afrique Centrale.
Le 13 décembre, il propose une nouvelle version de la chanson Le Poisson dans mon Assiette intitulée Le Poisson dans mon Assiette 2023 avec un clip dans lequel apparaissent ses parents. 
Le 12 février 2024, son label annonce une nouvelle tournée qui débute à Angers, se poursuit à Boulogne-Billancourt, Massy (Essonne), Paris, Triel-sur-Seine et au Gabon. Du 2 au 7 juillet, il est Commissaire d'exposition à la galerie Echomusée à Paris dans le cadre de l'exposition Les Ovnis en Afrique, qui fera l'objet d'un long entretien dans Paris Match le 22 juillet . Il reste engagé sur de nombreux sujets sociétaux, dont la lutte contre les homophobies dans le monde, particulièrement sur le continent africain. Il reconnaît la difficulté de ce combat lors d'un bref entretien avec Le Figaro à la suite de l'élection présidentielle gabonaise du mois d'avril 2025 en rappelant à quel point la société gabonaise est conservatrice. L'artiste continue de dénoncer la violence du racisme dans ses textes, ce qui lui vaut d'être cité par le journaliste Stéphane Basset dans le livre Music Football Club (éditions Hugo Publishing, 2025), qui fait allusion à la chanson sortie en 2013, 'L' Italien', centrée sur le footballeur afro-italien Mario Balotelli. 
L'artiste compte parmi ses admirateurs Bertrand Burgalat qui dira sur le site Qobuz regretter qu’on ne fasse pas plus de place à un tel chanteur.
Son nouvel album Ornithorynque sort le 13 septembre 2024.  L'album contient une reprise de La Granvillaise, chanson du patrimoine écrite en 1845 par l'auteur et avocat Victor Chesnais . Cet album sert de point de départ à une nouvelle tournée qui passe par l'Auguste Théâtre, à Paris, le 5 avril 2025 où il mélange les chansons de Catherine Ribeiro à son répertoire. Le 25 juin de la même année, il annonce son retrait du monde du spectacle vivant à l'exception d'une date à Avignon dans le média Francofony, pour des raisons de santé et familiales, souhaitant s'occuper davantage de son fils .    

## Discographie
- Halexander Songs (2005) / 10 titres - autoproduction
- Le Marginal (2008) / 21 titres - production Apoplexia / Midi 52, distribué par Socadisc
- Public je vous aime (live) (2009) / 23 titres -  production Label TH / Lalouline Editions
- Obama (2010) / 18 titres - production Label TH / Lalouline Editions
- Tristes Tropiques (2012) / 12 titres -  production Label TH / Lalouline Editions
- Moi qui Rêve (2013) / 17 titres -  production Label TH / Lalouline Editions
- Un bon chanteur est un chanteur mort (2013) / 13 titres - production Label TH / Lalouline Editions
- Elles et eux chantent Jann Halexander (2015) / 21 titres - production Label TH / Lalouline Editions
- Gentleman Halexander (2015) 24 titres (2015) / 24 titres -  production Label TH / Lalouline Editions
- Affidavit (2016) /14 titres - production Label TH / Lalouline Editions
- Je suis revenu de Fougeret (2017) / 14 titres -  production Label TH / Lalouline Editions
- A Vous Dirais-Je (2017) / 10 titres - production Label TH / Lalouline Editions
- C'était à Port-Gentil (2018) / 4 titres - production Label TH / Lalouline Editions
- Le Marginal (2018) Réédition anniversaire / 22 titres - production Label TH / Lalouline Editions
- Maman Miracle (2019) / 9 titres - production Label TH / Lalouline Editions
- Instrumentales 2003-2020  (2021)/ 47 titres -  production Label TH / Lalouline Editions
- Consolatio (2021) / 7 titres - production Label TH / Lalouline Editions
- Ornithorynque (2024) / 13 titres - production Label TH / Lalouline Editions